# Jonas Ems

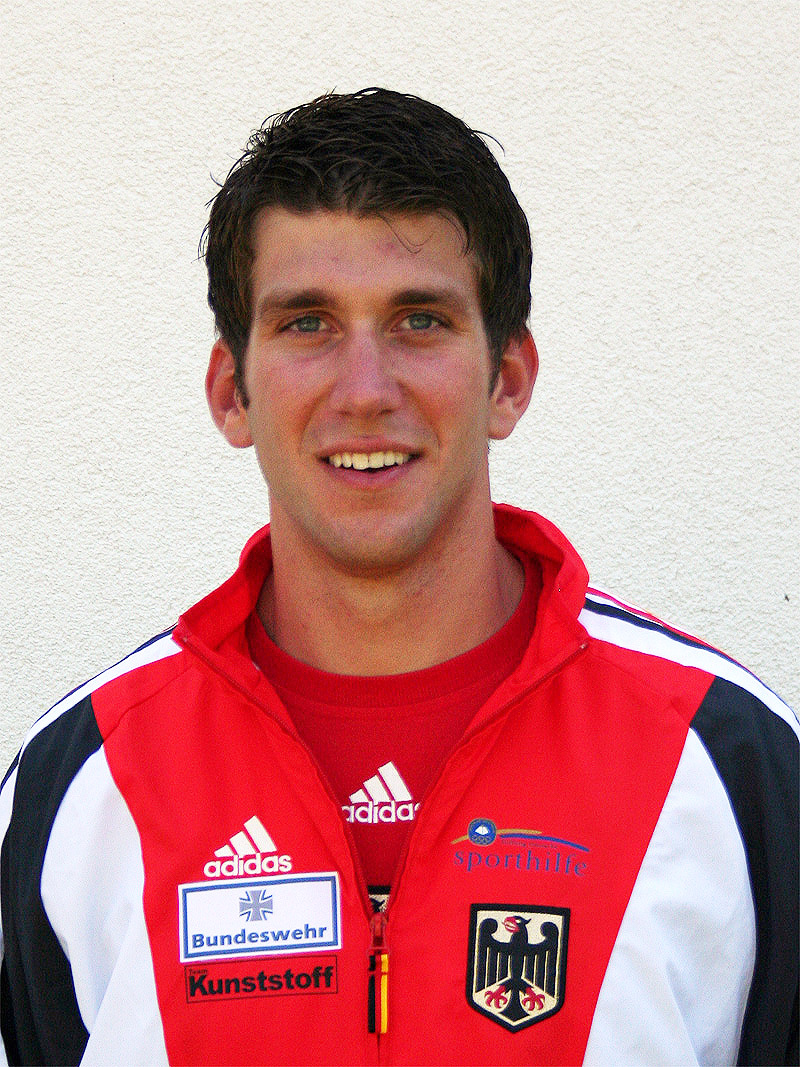
Jonas Ems

Jonas Ems, född den 26 augusti 1986 i Hamm, Västtyskland, är en tysk kanotist.
Han tog bland annat VM-guld i K-1 200 meter i samband med sprintvärldsmästerskapen i kanotsport 2007 i Szeged.